# Hartley, Tunbridge Wells
Hartley är en ort i grevskapet Kent i sydöstra England. Orten ligger i distriktet Tunbridge Wells och civil parishen Cranbrook & Sissinghurst, strax sydväst om Cranbrook. Tätorten (built-up area) hade 447 invånare vid folkräkningen år 2021.